# Chirindia mpwapwaensis
Chirindia mpwapwaensis — вид плазунів з родини амфісбенових (Amphisbaenidae). Ендемік Танзанії.

## Поширення і екологія
Chirindia mpwapwaensis мешкають в околицях міста Мпвапва на сході центральної Танзанії. Вони живуть в сухих рідколіссях, на висоті 1400 м над рівнем моря. Ведуть риючий спосіб життя, живляться термітами та іншими безхребетними. Самиці відкладають одне яйце.